# Piuma (film)
Piuma è un film commedia del 2016 diretto da Roan Johnson.
Il film è stato selezionato in concorso alla 73ª Mostra internazionale d'arte cinematografica di Venezia.

## Trama
Cate e Ferro, nati e cresciuti a Roma, sono una coppia, entrambi diciottenni, alle prese con gli esami di maturità, i due devono anche affrontare una gravidanza inattesa. Quei nove mesi li porteranno a rivedere tutto quello che credevano di conoscere del mondo, creando scompiglio anche nelle relative famiglie, apparentemente stabile quella di lui e spiantata quella di lei: alla fine, le priorità della vita, che fino ad allora sembravano intoccabili, verranno totalmente stravolte, e permetteranno ai due giovani di far finalmente maturare il loro amore in maniera più adulta e anche un po' più responsabile.

## Promozione
Il primo trailer del film è uscito online il 28 luglio 2016, sul canale YouTube della casa di distribuzione Lucky Red.

## Distribuzione
Il film è stato distribuito il 20 ottobre 2016 da Lucky Red.

## Riconoscimenti
- 2017 - David di Donatello
  - Candidatura per la Migliore attrice non protagonista a Michela Cescon
  - Candidatura per il David Giovani a Roan Johnson
- 2017 - Ciak d'oro
  - Candidatura per la Migliore attrice non protagonista a Michela Cescon
- 2016 - Mostra internazionale d'arte cinematografica di Venezia
  - Premio Pasinetti all'insieme del cast, premio Signis, premio Civitas Vitae e premio Rotella al regista Roan Johnson